# 穆伊斯內縣
0°36′N 80°1′W / 0.600°N 80.017°W
穆伊斯內縣（西班牙語：Cantón Muisne），是厄瓜多爾的縣份，位於該國西北部，由埃斯梅拉達斯省負責管轄，面積1,265平方公里，2001年人口25,080，人口密度每平方公里19.83人。